# Mikael Wivel
Mikael Wivel (født 10. juni 1946 i København) er en dansk kunsthistoriker, journalist og kunstkritiker.

## Baggrund og tidlig karriere
Mikael blev student fra Akademisk Studenterkursus i 1969.
- Dr.phil. i kunsthistorie
- Kunstkritiker ved Information (1974-81).
- Kunstkritiker ved Fredag (1985-91).
- Kunstkritiker ved Weekendavisen (1981-)
- Museumsinspektør på Ordrupgaard (1986-00).
- Arbejder nu freelance med tekst, lyd og billeder.[2]

I 2012 modtog han N.L. Høyen Medaljen.

### Familierelationer
Hans brødre er journalist, tidligere chefredaktør ved Weekendavisen og Berlingske Tidende, Peter Wivel og tidl. kulturredaktør ved Weekendavisen, Henrik Wivel. Hans søn er kunsthistoriker og tegneserieekspert Matthias Wivel, der siden er blevet Aud Jebsen Curator of Sixteenth-Century Italian Paintings ved National Gallery i London.